# Nymphon giraffa
Nymphon giraffa är en havsspindelart som beskrevs av Loman, J.C.C. 1908. Nymphon giraffa ingår i släktet Nymphon och familjen Nymphonidae. Inga underarter finns listade i Catalogue of Life.